# Thierbach (Remptendorf)
Thierbach ist seit 1999 ein Ortsteil der Gemeinde Remptendorf im Saale-Orla-Kreis in Thüringen.

## Geografie
Die Flur des Dorfes liegt an einem meist nach Westen geneigten Hochplateau des Südostthüringer Schiefergebirges. Die nach dem Sormitztal abfallenden Hänge und die Anhöhen um die Gemarkung tragen meist Wald.
Von der ständig ansteigenden Straße L2377 aus dem Sormitztal führt eine Ortsverbindungsstraße zum Ort. Über die L 2377 ist der Anschluss an die Bundesstraße 90 gegeben. Nachbarorte sind südlich Klettigshammer und Eliasbrunn, westlich Heberndorf, nördlich Neumühle und östlich Ruppersdorf.

## Geschichte
Thierbach wurde 1509 erstmals urkundlich erwähnt. Die Land- als auch die Waldwirtschaft prägte und prägt den Ort: Bauern des Ortes schlossen sich im Bauernkrieg am  27. April 1525 dem Bauernheer in Neustadt an der Orla an.
Zu katholischer Zeit gehörte Thierbach zur Großpfarrei Gahma. Auch die verstorbenen Thierbacher wurden zu jener Zeit dort begraben. Seit der Einführung der lutherischen Lehre in dieser Gegend im Jahre 1543 gehört Thierbach kirchlich zu Ruppersdorf, wo bis zur Errichtung des eigenen Thierbacher Friedhofes im Jahre 1927 auch die Toten begraben wurden. 1567 wird erstmals über eine herrschaftliche Schäferei in Thierbach berichtet. Im Jahre 1841 wurde in Thierbach für 41 damalige Schüler eine Schule errichtet. 1906 wurde nach zweijähriger Bauzeit eine neue Schule erbaut, welche bis heute im Blickpunkt des Ortes steht.
Der Ort gehörte zur reußischen „Herrschaft Lobenstein“, die zur Linie Reuß-Lobenstein gehörte. 1848 kam der Ort zum Fürstentum Reuß jüngerer Linie (ab 1852 zum Landratsamt Schleiz) und 1919 zum Volksstaat Reuß. Seit 1920 gehört der Ort zu Thüringen.
1930 wurde im Flurteil „Henkersfleck“ die erste und bisher einzige steinzeitliche Spitzhaue vom „vogtländischen Typ“ im Lobensteiner Raum, mit einem geschätzten Alter von etwa 7.000 Jahren, bei der Feldbearbeitung gefunden. 1969 wurde ein Geflügelhof im Ort errichtet, der bis heute betrieben wird. Seit 1987 wird wieder die alte Tradition der Schäferei in den teils verbliebenen Gebäuden des ehemaligen Kammerguts ausgeführt. Im Ort gibt es seit 1992 auch eine Dachdeckerei, die 12 Gesellen beschäftigt.

## Wappen
Das Ortswappen zeigt eine braune Hirschkuh an einem Bach im Vordergrund (blau, wellenförmig); im Hintergrund sind Wetzstein, Kulm und Henneberg grün dargestellt. Sie heben sich spitz vom Blau des Himmels ab.